# 博阿索利山脈
博阿索利山脉（法語：Boösaule Montes） ，是木星的卫星木卫一上最高的山脈，也是太阳系中的最高山脈之一。最高峰南博阿索利峰位于博阿索利山脉中佩莱火山的西北。
博阿索利山脉取名自埃及的一座洞穴，据希腊神话传说，伊娥在那里生下了厄帕福斯（Epaphus），1985年该名称被国际天文联合会正式接受。

## 大小
博阿索利山脉相对高度18.2公里（距山脚17.5公里），范围145×159公里（山脉直径540公里），覆盖区域17,900 平方公里。
该山脉东南侧一带是高达15公里的陡峭悬崖。

## 参見
- 太阳系最高山峰列表